# Phaonia reflecta
Phaonia reflecta är en tvåvingeart som beskrevs av Huckett 1966. Phaonia reflecta ingår i släktet Phaonia och familjen husflugor.
Artens utbredningsområde är Kalifornien. Inga underarter finns listade i Catalogue of Life.